# Sidayu (Bandar)
Sidayu is een bestuurslaag in het regentschap Batang van de provincie Midden-Java, Indonesië. Sidayu telt 2807 inwoners (volkstelling 2010).